# Jamaluddin Jarjis
Jamaluddin Jarjis, né le 25 mai 1951 à Pekan (État de Pahang) et mort le 4 avril 2015 à Semenyih (État de Selangor), est un homme politique malaisien, membre de l'Organisation nationale des Malais unis (UMNO).

## Biographie
Élu député de Rompin (Pahang) sans interruption depuis 1990, il a occupé plusieurs postes gouvernementaux:
- Vice-ministre des Finances (novembre 2002 - janvier 2004)
- Ministre du Commerce intérieur et de la Consommation (janvier 2004- mars 2004)
- Ministre des Sciences, de la Technologie et de l'Innovation (mars 2004 - mars 2008)
- Ambassadeur de Malaisie aux États-Unis avec rang de ministre (juillet 2009 - février 2012)

### Mort
Il est mort dans un accident d'hélicoptère avec cinq autres personnes.